# Juliette au printemps
Pour plus de détails, voir Fiche technique et Distribution.
Juliette au printemps est une comédie dramatique française réalisée par Blandine Lenoir et sortie en 2024.

## Synopsis
Juliette, dessinatrice, revient passer du temps dans sa famille, dans une petite ville de l'Ain. Elle loge chez son père, Léonard, qui vit seul depuis son divorce. Son séjour est l'occasion de renouer avec les membres de sa famille.
Sa soeur, Marylou, coiffeuse, est très stressée par sa charge mentale de mère de famille. Elle a un amant, Adrien, qui travaille dans un magasin de déguisements. Ils se retrouvent dans la serre du jardin de Marylou, et Adrien vient avec un déguisement différent à chacune de leurs rencontres.
Nathalie, la mère de Juliette et Marylou, est peintre ; les deux sœurs la retrouvent lors d'une exposition de ses toiles.
Leur grand-mère, Simone dite « Nonna », vient de s'installer dans un EHPAD, car elle est parfois désorientée et susceptible de faire des fugues intempestives. Juliette et Léonard culpabilisent un peu, mais pas Marylou, qui était en première ligne pour s'occuper de Nonna. Juliette, Léonard et Marylou vont vider la maison de Nonna en prévision d'une mise en vente, et Juliette sympathise avec Pollux, qui loue provisoirement les lieux. Ils se revoient et Pollux se met à rêver d'une relation plus poussée avec elle. Ils « adoptent » un caneton, qui finit malheureusement écrasé par la voiture d'une amie de Pollux.
Une conversation avec Nonna intrigue Juliette, et Marylou lui révèle qu'elles ont eu un petit frère, Nicolas, mort à 5 mois de la mort subite du nourrisson. Juliette, qui n'avait que 3 ans, avait oublié ce drame et elle comprend que sa famille ne lui en a jamais reparlé, sans doute pour la protéger.
La liaison extraconjugale de Marylou est brusquement révélée à l'occasion d'une réunion de famille. Marylou quitte son mari et rêve de se reconvertir en fleuriste.
Au bout de deux semaines, Juliette repart. Son père lui offre une photo la représentant en train de tenir Nicolas dans ses bras.

## Fiche technique
Sauf indication contraire, les informations mentionnées dans cette section peuvent être confirmées par les bases de données cinématographiques IMDb et Allociné,  présentes dans la section « Liens externes ».
- Titre : Juliette au printemps
- Réalisation : Blandine Lenoir
- Scénario : Blandine Lenoir, Camille Jourdy et Maud Ameline, d'après la bande dessinée Juliette, les fantômes reviennent au printemps de Camille Jourdy
- Musique : Bertrand Belin
- Photographie : Brice Pancot
- Montage : Héloïse Pelloquet
- Production : Fabrice Goldstein et Antoine Rein
- Sociétés de production : Karé Productions
  - Coproduction : France 3 Cinéma et Auvergne Rhône-Alpes Cinéma
- Société de distribution : Diaphana Distribution (France)
- Pays de production :  France
- Langue originale : français
- Format : couleur — 2,35:1 - Dolby 5.1
- Genre : comédie dramatique
- Durée : 96 minutes
- Dates de sortie :
  - France : 12 juin 2024
  - Suisse : 19 juin 2024 (Suisse romande)

## Distribution
Sauf indication contraire, les informations mentionnées dans cette section peuvent être confirmées par les bases de données cinématographiques  présentes dans la section « Liens externes ».
- Izïa Higelin : Juliette
- Sophie Guillemin : Marylou, la sœur aînée de Juliette
- Jean-Pierre Darroussin : Léonard, le père de Juliette et Marylou
- Noémie Lvovsky : Nathalie, la mère de Juliette et Marylou
- Salif Cissé : Pollux, le locataire de Simone
- Éric Caravaca : Stéphane, le mari de Marylou
- Thomas de Pourquery : Adrien, l’amant de Marylou
- Liliane Rovère : Simone, la grand-mère de Juliette et Marylou
- Leny Morand : Lucas, le fils de Marylou et Stéphane
- Billie Droz : Gabyn la fille de Marylou et Stéphane
- Alexandra Roth : Mimi
- Nanou Garcia : Nénette
- Chet Samoy : le contrôleur du train

## Production
Le scénario est une adaptation de la bande dessinée Juliette, les fantômes reviennent au printemps de Camille Jourdy. L'autrice coécrit d'ailleurs le scénario avec la réalisatrice du film, Blandine Lenoir, et avec Maud Ameline.
Le tournage dure un mois et demi, entre mi-mars et fin avril 2023. La majorité du film est tournée pendant cinq semaines à Châtillon-sur-Chalaronne, dans l'Ain. Les scènes concernant la maison de Marylou sont en revanche filmées pendant deux semaines dans le Rhône, à Saint-Didier-au-Mont-d'Or. La gare est celle de Saint-André-de-Corcy (Ain).

## Accueil
Sur Allociné, le film récolte une note moyenne de 3.4/5, sur la base de 30 critiques. Pour Norbert Creutz, dans Le Temps, il s'agit du "film sympa de ce début d'été".